# Indonéská Wikipedie
Indonéská Wikipedie je edice Wikipedie v indonéštině. Byla založena 7. listopadu 2003. V lednu 2022 obsahovala přes 610 000 článků a pracovalo pro ni 41 správců. Registrováno bylo přes 1 300 000 uživatelů, z nichž bylo přes 3 000 aktivních. V počtu článků byla 22. největší Wikipedie.
V roce 2019 bylo zobrazeno okolo 1,8 miliardy dotazů. Denní průměr byl 4 840 111 a měsíční 147 220 046 dotazů. Nejvíce dotazů bylo zobrazeno v říjnu (185 507 881), nejméně v červnu (105 864 395). Nejvíce dotazů za den přišlo ve středu 23. října (9 258 122), nejméně ve středu 5. června (2 238 869).